# Kellyanne Conway
Pour les articles homonymes, voir Conway.
Kellyanne Elizabeth Conway, née Fitzpatrick le 20 janvier 1967 à Camden (New Jersey), est une femme politique et conseillère en communication américaine. Membre du Parti républicain, elle est PDG de The Polling Company/WomanTrend et à ce titre une commentatrice politique régulière à des chaînes nationales telles Cable News Network, Fox News Channel et Fox Business.
Elle gère la communication de la campagne du candidat républicain à la présidence des États-Unis Donald Trump à partir du 17 août 2016. Après la victoire de ce dernier, elle est nommée conseillère du président élu le 22 décembre suivant. Elle devient officiellement conseillère du président le 20 janvier 2017, un poste qu'elle occupera pendant plus de trois ans avant sa démission le 31 août 2020.

## Biographie
Kellyanne Elizabeth Fitzpatrick naît le 20 janvier 1967 à Camden. Issue d'un milieu modeste, ses parents (père irlandais et mère italienne) divorcent alors qu'elle a 3 ans[réf. souhaitée], son père ne verse pas la moindre pension alimentaire, amenant la jeune fille à être élevée par sa mère, sa grand-mère et ses deux tantes. Elle grandit à Hammonton, où elle fréquente la  St. Joseph High School (en).
Elle obtient un B.A. en sciences politiques du Trinity College, Washington, D.C. en 1989. Elle obtient par la suite un J.D. de la George Washington University Law School (en) en 1992. Elle y sera professeur adjointe pendant quatre ans,.
Elle commence à travailler dans l'équipe de sondages du président Ronald Reagan. À 28 ans, elle crée un institut de sondages, ayant notamment pour clients l'ancien président de la Chambre des représentants Newt Gingrich, le sénateur Ted Cruz et le vice-président Mike Pence.
Au début des primaires républicaines de 2016, elle monte un comité d'action politique (Super PAC) en soutien au sénateur Ted Cruz, finalement battu par Donald Trump. En août de la même année, pendant la campagne présidentielle, alors que le candidat républicain Donald Trump (qu'elle connaît depuis le début des années 2000, alors qu'elle avait acheté un appartement dans la Trump World Tower) s'est déjà séparé de deux directeurs de campagne et que les scandales s'enchaînent, elle est chargée de reprendre en main cette campagne. Elle discipline son candidat, l'invitant à davantage lire son programme sur prompteur et devenant très présente sur les plateaux télévisés pour tempérer ses dérapages. Après la victoire de ce dernier, elle est nommée conseillère particulière du président (senior adviser), s'installant dans le bureau qu'occupait Valerie Jarrett à la Maison-Blanche sous Barack Obama.

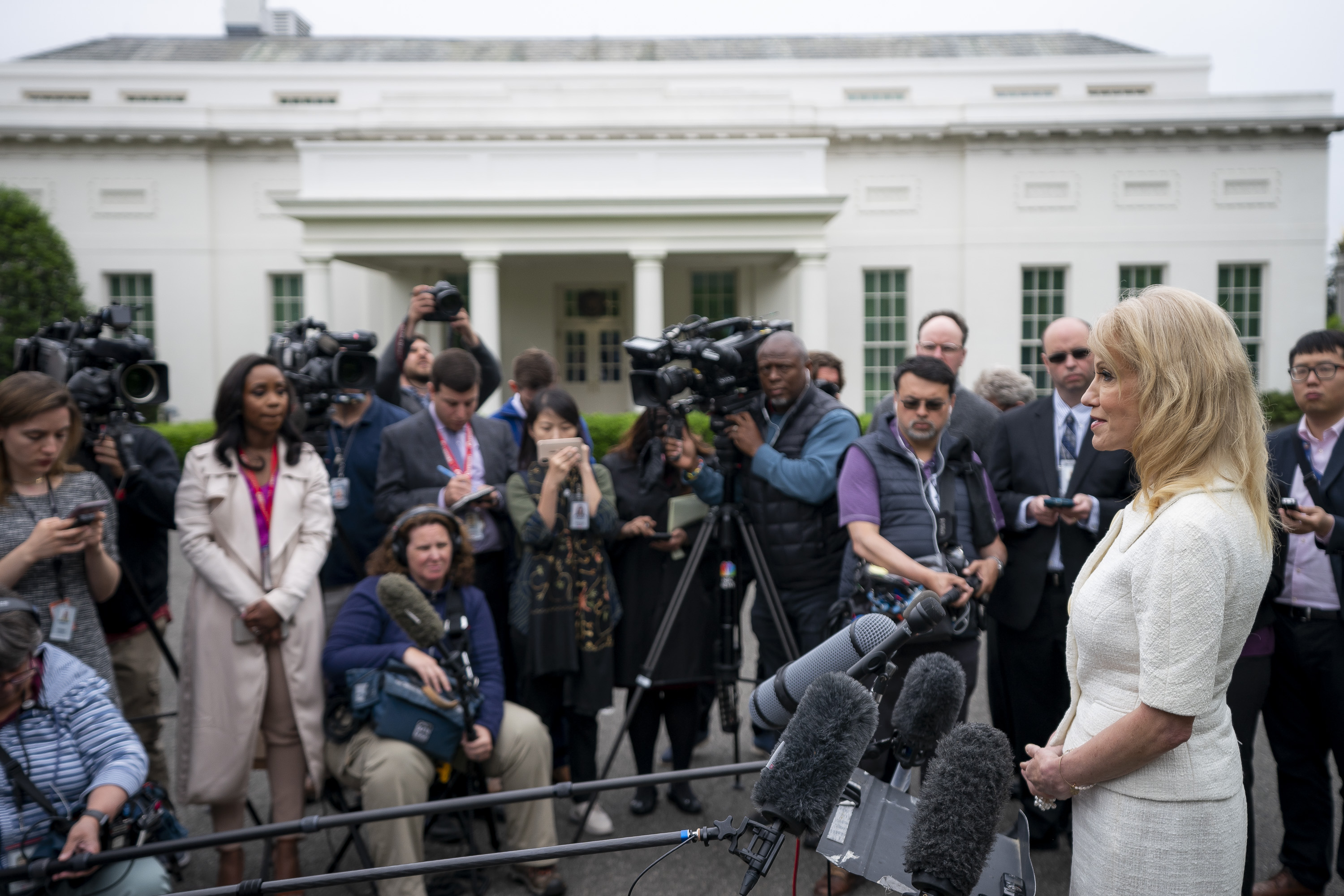
Kellyanne Conway lors d'une conférence de presse devant la Maison-Blanche en 2019.

Le 22 janvier 2017, lors d'une intervention publique, elle crée l'expression « fait alternatif », ce qui provoque une vive polémique dans les jours qui suivent,,,.
Le 15 avril 2020, alors que Donald Trump vient d'annoncer son refus de continuer à contribuer au budget de l'OMS, Kellyanne Conway le soutient en suggérant que l'OMS a mal fait son travail. Selon elle, puisqu'une épidémie de covid-19 est en cours, l'OMS aurait préalablement eu 18 occasions d'empêcher le coronavirus d'entraîner une pandémie mondiale, montrant ainsi qu'elle confond l'année d'apparition de la covid-19 et le nombre supposé de variantes de la maladie. 
Le 23 août 2020, sur Twitter, elle annonce abandonner ses fonctions à la Maison-Blanche, tandis que son mari déclare se retirer du « Projet Lincoln ». Tous deux mettent en avant leur volonté de consacrer davantage de temps à leurs quatre enfants, notamment aux cours à distance dus à la pandémie de Covid-19 pour Kellyane.

## Vie privée
À l'âge de 34 ans, elle épouse l'avocat d'affaires new-yorkais George T. Conway III, un avocat républicain devenu ouvertement très critique sur la politique de Donald Trump. Il dirige le Lincoln Project, qui rassemble des responsables républicains hostiles à Trump. Ce dernier l'a régulièrement moqué publiquement, le traitant notamment de « loser », « jaloux de la réussite de sa femme ». 
Elle a avec lui quatre enfants, dont Claudia Conway, une influenceuse du site TikTok qui s'est fait connaître en 2020 pour ses messages anti-Trump et pro-Black Lives Matter, et très critique des positions de sa mère.
Elle est catholique pratiquante.